# تاريخ الخميس في أحوال أنفس النفيس (كتاب)
تاريخ الخميس في أحوال أنفس النفيس أو تاريخ خميس أو تاريخ الخميس هو موسوعة تاريخية عن تاريخ الإسلام ألفها العالم الإسلامي السني حسين بن محمد الدياربكري، (المتوفى عام 1559 م (966هـ) ونُشر في القاهرة عام 1884م (1302هـ) وأُعيد طبعه في بيروت عام 1390هـ. يعتبر دياربكري من أشهر المؤرخين المتأخرين.